# Арбур
Арбур (фр. Arbourse) насеље је и општина у источном делу централне Француске у региону Бургундија-Франш-Конте, у департману Нијевр која припада префектури Кон Кур сир Лоар.
По подацима из 2011. године у општини је живело 122 становника, а густина насељености је износила 13,26 становника/km². Општина се простире на површини од 9,2 km². Налази се на средњој надморској висини од 523 метара (максималној 367 m, а минималној 239 m).

## Демографија
| 1962. | 1968. | 1975. | 1982. | 1990. | 1999. | 2011. |
| ----- | ----- | ----- | ----- | ----- | ----- | ----- |
| 209   | 209   | 210   | 164   | 129   | 122   | 122   |

График промене броја становника у току последњих година